# Christine Norden
Pour les articles homonymes, voir Norden (homonymie).
Christine Norden, née Mary Lydia Thornton le 28 décembre 1924 à Sunderland dans le comté du Tyne and Wear et morte le 21 septembre 1988 à Isleworth dans le comté du Grand Londres en Angleterre, est une actrice britannique. Auteur d'une courte carrière d'actrice au cinéma entre la fin des années 1940 et le début des années 1950, elle est notamment célèbre pour ses rôles de femme fatale dans des films policiers à petits budgets de cette période.

## Biographie
Elle naît en 1924 à Sunderland. Adolescente, elle intègre l'Entertainments National Service Association (en) qui est destinée au divertissement des soldats de l'armée britannique pendant la Seconde Guerre mondiale.
Elle débute comme actrice en 1947 avec un rôle secondaire dans la comédie Un mari idéal (An Ideal Husband) d'Alexander Korda, adapté de la pièce de théâtre éponyme d'Oscar Wilde. Entre 1947 et 1951, elle joue dans neuf films. Elle incarne notamment la demi-mondaine Cora Pearl dans le drame historique Idol of Paris de Leslie Arliss et joue des rôles de femme fatale dans des films policiers, comme The Interrupted Journey de Daniel Birt, Mon propre bourreau (My Own Executioner) d'Anthony Kimmins, The Black Widow de Vernon Sewell ou Night Beat d'Harold Huth.
En 1952, elle quitte la Grande-Bretagne pour les États-Unis et s'installe à New York. Elle joue divers rôles dans des comédies et des pièces musicales à Broadway. Dans les années 1970, elle retourne en Angleterre ou elle poursuit sa carrière au théâtre. Elle décède à Isleworth dans le comté du Grand Londres en 1988 à l'âge de 63 ans.

## Filmographie

### Au cinéma
- 1947 : Un mari idéal (An Ideal Husband) d'Alexandre Korda : Margaret Marchmont
- 1947 : Mon propre bourreau (My Own Executioner) d'Anthony Kimmins
- 1947 : Night Beat d'Harold Huth
- 1948 : Idol of Paris de Leslie Arliss
- 1949 : Saints and Sinners de Leslie Arliss
- 1949 : The Interrupted Journey de Daniel Birt
- 1951 : Reluctant Heroes de Jack Raymond
- 1951 : The Black Widow de Vernon Sewell
- 1951 : A Case For PC 49 de Francis Searle

## À la télévision

### Téléfilm
- 1948 : On the spot

### Séries télévisées
- 1986 : Chance in a Million de Michael Mills (en), un épisode
- 1987 : Inspecteur Morse (Inspector Morse) d'Alastair Reid, un épisode

## Au théâtre
- Tenderloin (1960)
- Marat-Sade (1967)
- Scuba Duba (en) (1967)